# Eleições presidenciais portuguesas de 2006 nos Açores
| Eleições presidenciais portuguesas de 2006 Distritos: Aveiro \| Beja \| Braga \| Bragança \| Castelo Branco \| Coimbra \| Évora \| Faro \| Guarda \| Leiria \| Lisboa \| Portalegre \| Porto \| Santarém \| Setúbal \| Viana do Castelo \| Vila Real \| Viseu \| Açores \| Madeira \| Estrangeiro |

## Resultados por Concelho
Os resultados nos concelhos da Região Autónoma dos Açores foram os seguintes:

### Angra do Heroísmo
| Candidato               | Candidato               | Votos  | %               |
| ----------------------- | ----------------------- | ------ | --------------- |
|                         | Aníbal Cavaco Silva     | 6 909  | 52,09 / 100,00  |
|                         | Mário Soares            | 3 193  | 24,07 / 100,00  |
|                         | Manuel Alegre           | 2 310  | 17,42 / 100,00  |
|                         | Francisco Louçã         | 576    | 4,34 / 100,00   |
|                         | Jerónimo de Sousa       | 233    | 1,76 / 100,00   |
|                         | Garcia Pereira          | 43     | 0,32 / 100,00   |
| Votos Inválidos         | Votos Inválidos         | 215    | 1,59 / 100,00   |
| Total                   | Total                   | 13 479 | 100,00 / 100,00 |
| Eleitorado/Participação | Eleitorado/Participação | 28 703 | 46,96 / 100,00  |

| Freguesia                          | %     | %     | %     | %    | %    | %    | Votantes |
| Freguesia                          | ACS   | MS    | MA    | FL   | JDS  | GP   | Votantes |
| ---------------------------------- | ----- | ----- | ----- | ---- | ---- | ---- | -------- |
| Altares                            | 60,64 | 23,14 | 13,56 | 1,86 | 0,80 | 0    | 384      |
| Angra (Nossa Senhora da Conceição) | 45,03 | 21,69 | 24,38 | 5,94 | 2,76 | 0,21 | 1 471    |
| Angra (Santa Luzia)                | 40,96 | 25,15 | 23,28 | 8,06 | 2,06 | 0,49 | 1 034    |
| Angra (São Pedro)                  | 51,93 | 19,56 | 22,04 | 4,64 | 1,64 | 0,20 | 1 553    |
| Angra (Sé)                         | 55,56 | 16,74 | 21,44 | 4,54 | 1,41 | 0,31 | 649      |
| Cinco Ribeiras                     | 63,83 | 17,33 | 14,29 | 3,04 | 0,91 | 0,61 | 335      |
| Doze Ribeiras                      | 51,75 | 30,42 | 13,29 | 3,85 | 0,35 | 0,35 | 290      |
| Feteira                            | 62,05 | 18,84 | 13,30 | 3,05 | 1,94 | 0,83 | 366      |
| Porto Judeu                        | 63,85 | 19,27 | 13,22 | 2,14 | 1,39 | 0,13 | 810      |
| Posto Santo                        | 40,81 | 29,72 | 20,15 | 6,80 | 2,27 | 0,25 | 401      |
| Raminho                            | 56,52 | 26,09 | 12,68 | 2,90 | 1,45 | 0,36 | 278      |
| Ribeirinha                         | 65,88 | 22,07 | 9,45  | 1,63 | 0,65 | 0,33 | 1 239    |
| Santa Bárbara                      | 61,77 | 20,53 | 10,09 | 4,25 | 3,01 | 0,35 | 575      |
| São Bartolomeu dos Regatos         | 63,17 | 16,22 | 12,98 | 5,15 | 2,10 | 0,38 | 535      |
| São Bento                          | 41,41 | 30,24 | 22,33 | 3,51 | 2,26 | 0,25 | 819      |
| São Mateus da Calheta              | 33,60 | 40,81 | 16,98 | 5,58 | 2,79 | 0,23 | 873      |
| Serreta                            | 56,25 | 33,65 | 7,69  | 1,44 | 0,96 | 0    | 217      |
| Terra Chã                          | 44,67 | 28,09 | 19,25 | 5,45 | 2,30 | 0,24 | 841      |
| Vila de São Sebastião              | 57,53 | 26,03 | 12,70 | 2,74 | 0,50 | 0,50 | 809      |
| Angra do Heroísmo                  | 52,09 | 24,07 | 17,42 | 4,34 | 1,76 | 0,32 | 13 479   |

### Calheta
| Candidato               | Candidato               | Votos | %               |
| ----------------------- | ----------------------- | ----- | --------------- |
|                         | Aníbal Cavaco Silva     | 1 393 | 78,97 / 100,00  |
|                         | Mário Soares            | 152   | 8,62 / 100,00   |
|                         | Manuel Alegre           | 148   | 8,39 / 100,00   |
|                         | Francisco Louçã         | 48    | 2,72 / 100,00   |
|                         | Jerónimo de Sousa       | 14    | 0,79 / 100,00   |
|                         | Garcia Pereira          | 9     | 0,51 / 100,00   |
| Votos Inválidos         | Votos Inválidos         | 28    | 1,56 / 100,00   |
| Total                   | Total                   | 1 792 | 100,00 / 100,00 |
| Eleitorado/Participação | Eleitorado/Participação | 3 625 | 49,43 / 100,00  |

| Freguesia                       | %     | %     | %     | %    | %    | %    | Votantes |
| Freguesia                       | ACS   | MS    | MA    | FL   | JDS  | GP   | Votantes |
| ------------------------------- | ----- | ----- | ----- | ---- | ---- | ---- | -------- |
| Calheta                         | 65,47 | 15,37 | 13,97 | 3,79 | 1,00 | 0,40 | 510      |
| Norte Pequeno                   | 83,11 | 6,08  | 4,73  | 5,41 | 0,68 | 0    | 150      |
| Ribeira Seca                    | 82,57 | 5,17  | 8,62  | 1,92 | 1,15 | 0,57 | 528      |
| Santo Antão                     | 87,80 | 5,69  | 3,25  | 2,17 | 0,27 | 0,81 | 376      |
| Topo (Nossa Senhora do Rosário) | 83,48 | 8,04  | 6,25  | 1,34 | 0,45 | 0,45 | 228      |
| Calheta                         | 78,97 | 8,62  | 8,39  | 2,72 | 0,79 | 0,51 | 1 792    |

### Corvo
| Candidato               | Candidato               | Votos | %               |
| ----------------------- | ----------------------- | ----- | --------------- |
|                         | Aníbal Cavaco Silva     | 61    | 38,61 / 100,00  |
|                         | Manuel Alegre           | 44    | 27,85 / 100,00  |
|                         | Mário Soares            | 41    | 25,95 / 100,00  |
|                         | Jerónimo de Sousa       | 5     | 3,16 / 100,00   |
|                         | Garcia Pereira          | 4     | 2,53 / 100,00   |
|                         | Francisco Louçã         | 3     | 1,90 / 100,00   |
| Votos Inválidos         | Votos Inválidos         | 9     | 5,39 / 100,00   |
| Total                   | Total                   | 167   | 100,00 / 100,00 |
| Eleitorado/Participação | Eleitorado/Participação | 343   | 48,69 / 100,00  |

| Freguesia | %     | %     | %     | %    | %    | %    | Votantes |
| Freguesia | ACS   | MA    | MS    | JDS  | GP   | FL   | Votantes |
| --------- | ----- | ----- | ----- | ---- | ---- | ---- | -------- |
| Corvo     | 38,61 | 27,85 | 25,95 | 3,16 | 2,53 | 1,90 | 167      |
| Corvo     | 38,61 | 27,85 | 25,95 | 3,16 | 2,53 | 1,90 | 167      |

### Horta
| Candidato               | Candidato               | Votos  | %               |
| ----------------------- | ----------------------- | ------ | --------------- |
|                         | Aníbal Cavaco Silva     | 3 131  | 55,46 / 100,00  |
|                         | Mário Soares            | 1 177  | 20,85 / 100,00  |
|                         | Manuel Alegre           | 855    | 15,14 / 100,00  |
|                         | Jerónimo de Sousa       | 254    | 4,50 / 100,00   |
|                         | Francisco Louçã         | 207    | 3,67 / 100,00   |
|                         | Garcia Pereira          | 22     | 0,39 / 100,00   |
| Votos Inválidos         | Votos Inválidos         | 103    | 1,79 / 100,00   |
| Total                   | Total                   | 5 749  | 100,00 / 100,00 |
| Eleitorado/Participação | Eleitorado/Participação | 11 605 | 49,54 / 100,00  |

| Freguesia           | %     | %     | %     | %    | %    | %    | Votantes |
| Freguesia           | ACS   | MS    | MA    | JDS  | FL   | GP   | Votantes |
| ------------------- | ----- | ----- | ----- | ---- | ---- | ---- | -------- |
| Capelo              | 63,94 | 21,63 | 9,13  | 2,88 | 2,40 | 0    | 214      |
| Castelo Branco      | 54,89 | 27,36 | 10,78 | 2,65 | 3,81 | 0,50 | 618      |
| Cedros              | 79,15 | 9,51  | 5,67  | 1,82 | 3,04 | 0,81 | 506      |
| Feteira             | 47,72 | 26,38 | 16,07 | 3,84 | 4,80 | 1,20 | 423      |
| Flamengos           | 53,89 | 26,48 | 14,07 | 3,33 | 2,22 | 0    | 551      |
| Horta (Angústias)   | 44,07 | 25,11 | 20,76 | 7,20 | 2,86 | 0    | 955      |
| Horta (Conceição)   | 54,41 | 21,08 | 15,48 | 3,87 | 4,95 | 0,22 | 469      |
| Horta (Matriz)      | 52,74 | 16,87 | 19,44 | 5,81 | 4,80 | 0,34 | 910      |
| Pedro Miguel        | 53,63 | 15,73 | 15,32 | 8,87 | 6,05 | 0,40 | 253      |
| Praia do Almoxarife | 44,52 | 31,80 | 16,61 | 3,18 | 3,18 | 0,71 | 293      |
| Praia do Norte      | 64,20 | 7,41  | 21,60 | 2,47 | 3,09 | 1,23 | 165      |
| Ribeirinha          | 64,41 | 13,56 | 14,12 | 6,21 | 1,13 | 0,56 | 181      |
| Salão               | 80,00 | 7,62  | 6,19  | 2,38 | 3,81 | 0    | 211      |
| Horta               | 55,46 | 20,85 | 15,14 | 4,50 | 3,67 | 0,39 | 5 749    |

### Lagoa
| Candidato               | Candidato               | Votos  | %               |
| ----------------------- | ----------------------- | ------ | --------------- |
|                         | Aníbal Cavaco Silva     | 1 934  | 52,47 / 100,00  |
|                         | Mário Soares            | 784    | 21,27 / 100,00  |
|                         | Manuel Alegre           | 600    | 16,28 / 100,00  |
|                         | Francisco Louçã         | 220    | 5,97 / 100,00   |
|                         | Jerónimo de Sousa       | 132    | 3,58 / 100,00   |
|                         | Garcia Pereira          | 16     | 0,43 / 100,00   |
| Votos Inválidos         | Votos Inválidos         | 77     | 2,04 / 100,00   |
| Total                   | Total                   | 3 763  | 100,00 / 100,00 |
| Eleitorado/Participação | Eleitorado/Participação | 10 799 | 34,85 / 100,00  |

| Freguesia                        | %     | %     | %     | %    | %    | %    | Votantes |
| Freguesia                        | ACS   | MS    | MA    | FL   | JDS  | GP   | Votantes |
| -------------------------------- | ----- | ----- | ----- | ---- | ---- | ---- | -------- |
| Água de Pau                      | 57,12 | 19,56 | 14,87 | 5,48 | 2,50 | 0,47 | 647      |
| Cabouco                          | 54,98 | 20,40 | 12,19 | 6,22 | 4,98 | 1,24 | 417      |
| Lagoa (Nossa Senhora do Rosário) | 49,05 | 23,32 | 17,66 | 6,48 | 3,11 | 0,38 | 1 606    |
| Lagoa (Santa Cruz)               | 54,78 | 19,35 | 15,76 | 5,43 | 4,46 | 0,22 | 935      |
| Ribeira Chã                      | 47,68 | 21,19 | 21,85 | 5,30 | 3,97 | 0    | 158      |
| Lagoa                            | 52,47 | 21,27 | 16,28 | 5,97 | 3,58 | 0,43 | 3 763    |

### Lajes das Flores
| Candidato               | Candidato               | Votos | %               |
| ----------------------- | ----------------------- | ----- | --------------- |
|                         | Aníbal Cavaco Silva     | 380   | 57,32 / 100,00  |
|                         | Mário Soares            | 118   | 17,80 / 100,00  |
|                         | Manuel Alegre           | 102   | 15,38 / 100,00  |
|                         | Jerónimo de Sousa       | 35    | 5,28 / 100,00   |
|                         | Francisco Louçã         | 27    | 4,07 / 100,00   |
|                         | Garcia Pereira          | 1     | 0,15 / 100,00   |
| Votos Inválidos         | Votos Inválidos         | 17    | 2,50 / 100,00   |
| Total                   | Total                   | 680   | 100,00 / 100,00 |
| Eleitorado/Participação | Eleitorado/Participação | 1 307 | 52,03 / 100,00  |

| Freguesia        | %     | %     | %     | %     | %    | %    | Votantes |
| Freguesia        | ACS   | MS    | MA    | JDS   | FL   | GP   | Votantes |
| ---------------- | ----- | ----- | ----- | ----- | ---- | ---- | -------- |
| Fajã Grande      | 56,48 | 24,07 | 12,96 | 2,78  | 2,78 | 0,93 | 110      |
| Fajãzinha        | 48,08 | 28,85 | 13,46 | 7,69  | 1,92 | 0    | 54       |
| Fazenda          | 57,14 | 15,79 | 15,04 | 4,51  | 7,52 | 0    | 136      |
| Lajedo           | 66,67 | 19,30 | 5,26  | 3,51  | 5,26 | 0    | 58       |
| Lajes das Flores | 56,57 | 15,15 | 18,69 | 6,06  | 3,54 | 0    | 202      |
| Lomba            | 65,91 | 7,95  | 20,45 | 2,27  | 3,41 | 0    | 90       |
| Mosteiro         | 37,04 | 29,63 | 11,11 | 22,22 | 0    | 0    | 30       |
| Lajes das Flores | 57,32 | 17,80 | 15,38 | 5,28  | 4,07 | 0,15 | 680      |

### Lajes do Pico
| Candidato               | Candidato               | Votos | %               |
| ----------------------- | ----------------------- | ----- | --------------- |
|                         | Aníbal Cavaco Silva     | 1 150 | 56,57 / 100,00  |
|                         | Mário Soares            | 497   | 24,45 / 100,00  |
|                         | Manuel Alegre           | 300   | 14,76 / 100,00  |
|                         | Francisco Louçã         | 52    | 2,56 / 100,00   |
|                         | Jerónimo de Sousa       | 27    | 1,33 / 100,00   |
|                         | Garcia Pereira          | 7     | 0,34 / 100,00   |
| Votos Inválidos         | Votos Inválidos         | 22    | 1,07 / 100,00   |
| Total                   | Total                   | 2 055 | 100,00 / 100,00 |
| Eleitorado/Participação | Eleitorado/Participação | 4 375 | 46,97 / 100,00  |

| Freguesia          | %     | %     | %     | %    | %    | %    | Votantes |
| Freguesia          | ACS   | MS    | MA    | FL   | JDS  | GP   | Votantes |
| ------------------ | ----- | ----- | ----- | ---- | ---- | ---- | -------- |
| Calheta de Nesquim | 64,97 | 17,20 | 15,29 | 1,27 | 0,64 | 0,64 | 162      |
| Lajes do Pico      | 48,17 | 28,84 | 17,72 | 2,93 | 2,20 | 0,15 | 694      |
| Piedade            | 63,64 | 21,39 | 11,76 | 2,67 | 0,53 | 0    | 376      |
| Ribeiras           | 59,95 | 20,42 | 15,12 | 3,18 | 0,80 | 0,53 | 377      |
| Ribeirinha         | 53,92 | 28,92 | 15,20 | 0,98 | 0,49 | 0,49 | 207      |
| São João           | 60,92 | 23,95 | 9,66  | 2,52 | 2,10 | 0,84 | 239      |
| Lajes do Pico      | 56,57 | 24,45 | 14,76 | 2,56 | 1,33 | 0,34 | 2 055    |

### Madalena
| Candidato               | Candidato               | Votos | %               |
| ----------------------- | ----------------------- | ----- | --------------- |
|                         | Aníbal Cavaco Silva     | 1 577 | 61,79 / 100,00  |
|                         | Mário Soares            | 441   | 17,28 / 100,00  |
|                         | Manuel Alegre           | 387   | 15,16 / 100,00  |
|                         | Jerónimo de Sousa       | 77    | 3,02 / 100,00   |
|                         | Francisco Louçã         | 58    | 2,27 / 100,00   |
|                         | Garcia Pereira          | 12    | 0,47 / 100,00   |
| Votos Inválidos         | Votos Inválidos         | 33    | 1,28 / 100,00   |
| Total                   | Total                   | 2 585 | 100,00 / 100,00 |
| Eleitorado/Participação | Eleitorado/Participação | 4 688 | 55,14 / 100,00  |

| Freguesia     | %     | %     | %     | %    | %    | %    | Votantes |
| Freguesia     | ACS   | MS    | MA    | JDS  | FL   | GP   | Votantes |
| ------------- | ----- | ----- | ----- | ---- | ---- | ---- | -------- |
| Bandeiras     | 64,71 | 18,14 | 11,76 | 2,94 | 1,96 | 0,49 | 207      |
| Candelária    | 49,15 | 25,79 | 17,52 | 5,35 | 2,19 | 0    | 413      |
| Criação Velha | 80,00 | 7,38  | 7,38  | 3,08 | 1,85 | 0,31 | 333      |
| Madalena      | 60,16 | 15,58 | 17,83 | 3,16 | 2,60 | 0,68 | 899      |
| São Caetano   | 68,03 | 13,01 | 13,01 | 2,23 | 3,35 | 0,37 | 271      |
| São Mateus    | 58,42 | 22,10 | 16,19 | 1,09 | 1,53 | 0,66 | 462      |
| Madalena      | 61,79 | 17,28 | 15,16 | 3,02 | 2,27 | 0,47 | 2 585    |

### Nordeste
| Candidato               | Candidato               | Votos | %               |
| ----------------------- | ----------------------- | ----- | --------------- |
|                         | Aníbal Cavaco Silva     | 1 417 | 57,51 / 100,00  |
|                         | Mário Soares            | 469   | 19,03 / 100,00  |
|                         | Manuel Alegre           | 342   | 13,88 / 100,00  |
|                         | Francisco Louçã         | 135   | 5,48 / 100,00   |
|                         | Jerónimo de Sousa       | 78    | 3,17 / 100,00   |
|                         | Garcia Pereira          | 23    | 0,93 / 100,00   |
| Votos Inválidos         | Votos Inválidos         | 69    | 2,72 / 100,00   |
| Total                   | Total                   | 2 533 | 100,00 / 100,00 |
| Eleitorado/Participação | Eleitorado/Participação | 4 925 | 51,43 / 100,00  |

| Freguesia                    | %     | %     | %     | %    | %    | %    | Votantes |
| Freguesia                    | ACS   | MS    | MA    | FL   | JDS  | GP   | Votantes |
| ---------------------------- | ----- | ----- | ----- | ---- | ---- | ---- | -------- |
| Achada                       | 47,40 | 34,60 | 9,69  | 4,15 | 4,15 | 0    | 292      |
| Achadinha                    | 55,02 | 17,10 | 16,36 | 3,72 | 5,95 | 1,86 | 274      |
| Algarvia                     | 68,05 | 15,38 | 7,69  | 5,33 | 3,55 | 0    | 178      |
| Lomba da Fazenda             | 55,77 | 22,36 | 12,74 | 4,09 | 3,61 | 1,44 | 427      |
| Nordeste                     | 65,84 | 9,56  | 15,40 | 7,26 | 1,42 | 0,53 | 588      |
| Salga                        | 50,25 | 18,78 | 22,34 | 6,60 | 1,52 | 0,51 | 200      |
| Santana                      | 49,19 | 29,84 | 9,68  | 4,84 | 4,84 | 1,61 | 253      |
| Santo António de Nordestinho | 62,57 | 11,73 | 13,97 | 8,94 | 1,68 | 1,12 | 183      |
| São Pedro de Nordestinho     | 60,61 | 13,64 | 18,18 | 3,79 | 2,27 | 1,52 | 138      |
| Nordeste                     | 57,51 | 19,03 | 13,88 | 5,48 | 3,17 | 0,93 | 2 533    |

### Ponta Delgada
| Candidato               | Candidato               | Votos  | %               |
| ----------------------- | ----------------------- | ------ | --------------- |
|                         | Aníbal Cavaco Silva     | 10 579 | 52,88 / 100,00  |
|                         | Manuel Alegre           | 3 977  | 19,88 / 100,00  |
|                         | Mário Soares            | 3 325  | 16,62 / 100,00  |
|                         | Francisco Louçã         | 1 300  | 6,50 / 100,00   |
|                         | Jerónimo de Sousa       | 721    | 3,60 / 100,00   |
|                         | Garcia Pereira          | 103    | 0,51 / 100,00   |
| Votos Inválidos         | Votos Inválidos         | 379    | 1,87 / 100,00   |
| Total                   | Total                   | 20 384 | 100,00 / 100,00 |
| Eleitorado/Participação | Eleitorado/Participação | 51 421 | 39,64 / 100,00  |

| Freguesia                     | %     | %     | %     | %    | %    | %    | Votantes |
| Freguesia                     | ACS   | MA    | MS    | FL   | JDS  | GP   | Votantes |
| ----------------------------- | ----- | ----- | ----- | ---- | ---- | ---- | -------- |
| Ajuda da Bretanha             | 76,67 | 3,89  | 11,11 | 5,00 | 1,67 | 1,67 | 183      |
| Arrifes                       | 55,69 | 17,24 | 14,34 | 8,22 | 4,02 | 0,49 | 1 652    |
| Candelária                    | 60,68 | 12,54 | 14,58 | 9,83 | 2,03 | 0,34 | 300      |
| Capelas                       | 49,85 | 19,63 | 16,88 | 8,64 | 4,61 | 0,39 | 1 046    |
| Covoada                       | 51,33 | 17,02 | 20,74 | 6,65 | 3,46 | 0,80 | 380      |
| Fajã de Baixo                 | 45,79 | 26,44 | 17,69 | 6,89 | 2,85 | 0,33 | 1 531    |
| Fajã de Cima                  | 50,22 | 18,15 | 20,38 | 6,12 | 4,57 | 0,56 | 919      |
| Fenais da Luz                 | 53,42 | 18,73 | 15,19 | 8,35 | 3,29 | 1,01 | 405      |
| Feteiras                      | 49,86 | 14,79 | 25,48 | 6,58 | 2,74 | 0,55 | 371      |
| Ginetes                       | 55,50 | 13,94 | 19,80 | 4,65 | 5,38 | 0,73 | 415      |
| Mosteiros                     | 68,89 | 8,89  | 14,67 | 3,11 | 4,00 | 0,44 | 454      |
| Pilar da Bretanha             | 67,87 | 9,50  | 9,05  | 7,69 | 4,52 | 1,36 | 226      |
| Ponta Delgada (São José)      | 53,28 | 21,37 | 15,23 | 5,94 | 3,41 | 0,77 | 1 959    |
| Ponta Delgada (São Pedro)     | 50,27 | 24,46 | 16,01 | 5,61 | 3,30 | 0,35 | 2 650    |
| Ponta Delgada (São Sebastião) | 56,58 | 23,19 | 12,65 | 4,77 | 2,46 | 0,35 | 2 034    |
| Relva                         | 55,81 | 18,75 | 14,53 | 6,69 | 3,78 | 0,44 | 700      |
| Remédios                      | 55,44 | 15,92 | 12,47 | 9,55 | 5,04 | 1,59 | 387      |
| Rosto do Cão (Livramento)     | 50,72 | 19,91 | 17,05 | 8,47 | 3,74 | 0,11 | 930      |
| Rosto do Cão (São Roque)      | 50,18 | 19,78 | 19,60 | 6,32 | 3,85 | 0,27 | 1 110    |
| Santa Bárbara                 | 45,31 | 16,25 | 25,00 | 6,25 | 7,19 | 0    | 330      |
| Santa Clara                   | 45,48 | 26,42 | 16,83 | 6,13 | 4,46 | 0,67 | 921      |
| Santo António                 | 56,83 | 14,54 | 18,80 | 6,46 | 2,50 | 0,88 | 694      |
| São Vicente Ferreira          | 57,50 | 16,96 | 16,07 | 5,71 | 3,04 | 0,71 | 569      |
| Sete Cidades                  | 49,77 | 13,15 | 24,88 | 7,04 | 5,16 | 0    | 218      |
| Ponta Delgada                 | 52,88 | 19,88 | 16,62 | 6,50 | 3,60 | 0,51 | 20 384   |

### Povoação
| Candidato               | Candidato               | Votos | %               |
| ----------------------- | ----------------------- | ----- | --------------- |
|                         | Aníbal Cavaco Silva     | 1 483 | 59,27 / 100,00  |
|                         | Manuel Alegre           | 392   | 15,67 / 100,00  |
|                         | Mário Soares            | 388   | 15,51 / 100,00  |
|                         | Francisco Louçã         | 133   | 5,32 / 100,00   |
|                         | Jerónimo de Sousa       | 87    | 3,48 / 100,00   |
|                         | Garcia Pereira          | 19    | 0,76 / 100,00   |
| Votos Inválidos         | Votos Inválidos         | 51    | 2,00 / 100,00   |
| Total                   | Total                   | 2 553 | 100,00 / 100,00 |
| Eleitorado/Participação | Eleitorado/Participação | 5 633 | 45,32 / 100,00  |

| Freguesia                  | %     | %     | %     | %     | %    | %    | Votantes |
| Freguesia                  | ACS   | MA    | MS    | FL    | JDS  | GP   | Votantes |
| -------------------------- | ----- | ----- | ----- | ----- | ---- | ---- | -------- |
| Água Retorta               | 54,75 | 10,41 | 24,43 | 4,98  | 4,52 | 0,90 | 229      |
| Faial da Terra             | 73,19 | 7,97  | 12,32 | 2,17  | 2,90 | 1,45 | 145      |
| Furnas                     | 49,51 | 24,60 | 11,65 | 10,03 | 3,40 | 0,81 | 626      |
| Nossa Senhora dos Remédios | 69,95 | 8,41  | 15,87 | 3,85  | 1,20 | 0,72 | 424      |
| Povoação                   | 59,68 | 16,44 | 17,05 | 3,05  | 3,29 | 0,49 | 840      |
| Ribeira Quente             | 60,42 | 12,50 | 13,54 | 5,56  | 6,94 | 1,04 | 289      |
| Povoação                   | 59,27 | 15,67 | 15,51 | 5,32  | 3,48 | 0,76 | 2 553    |

### Ribeira Grande
| Candidato               | Candidato               | Votos  | %               |
| ----------------------- | ----------------------- | ------ | --------------- |
|                         | Aníbal Cavaco Silva     | 3 966  | 53,31 / 100,00  |
|                         | Mário Soares            | 1 581  | 21,25 / 100,00  |
|                         | Manuel Alegre           | 1 204  | 16,18 / 100,00  |
|                         | Francisco Louçã         | 436    | 5,86 / 100,00   |
|                         | Jerónimo de Sousa       | 224    | 3,01 / 100,00   |
|                         | Garcia Pereira          | 29     | 0,39 / 100,00   |
| Votos Inválidos         | Votos Inválidos         | 151    | 1,98 / 100,00   |
| Total                   | Total                   | 7 591  | 100,00 / 100,00 |
| Eleitorado/Participação | Eleitorado/Participação | 21 040 | 36,08 / 100,00  |

| Freguesia                  | %     | %     | %     | %    | %    | %    | Votantes |
| Freguesia                  | ACS   | MS    | MA    | FL   | JDS  | GP   | Votantes |
| -------------------------- | ----- | ----- | ----- | ---- | ---- | ---- | -------- |
| Calhetas                   | 39,62 | 30,19 | 19,81 | 6,60 | 2,36 | 1,42 | 215      |
| Fenais da Ajuda            | 68,53 | 16,80 | 8,00  | 4,53 | 2,13 | 0    | 379      |
| Lomba da Maia              | 57,00 | 14,76 | 17,30 | 6,11 | 4,58 | 0,25 | 396      |
| Lomba de São Pedro         | 59,41 | 20,79 | 9,90  | 5,94 | 3,96 | 0    | 103      |
| Maia                       | 43,18 | 29,82 | 18,99 | 4,90 | 2,97 | 0,15 | 689      |
| Pico da Pedra              | 36,33 | 27,21 | 24,35 | 7,03 | 4,69 | 0,39 | 794      |
| Porto Formoso              | 36,81 | 42,35 | 12,64 | 5,32 | 2,44 | 0,44 | 463      |
| Rabo de Peixe              | 60,04 | 15,10 | 11,73 | 9,29 | 3,19 | 0,66 | 1 081    |
| Ribeira Grande (Conceição) | 54,61 | 17,93 | 20,72 | 4,93 | 1,48 | 0,33 | 622      |
| Ribeira Grande (Matriz)    | 50,60 | 19,52 | 21,92 | 4,47 | 3,16 | 0,33 | 934      |
| Ribeira Seca               | 60,99 | 17,17 | 13,87 | 4,81 | 2,75 | 0,41 | 742      |
| Ribeirinha                 | 54,35 | 17,61 | 15,87 | 7,61 | 4,13 | 0,43 | 470      |
| Santa Bárbara              | 70,75 | 13,00 | 10,25 | 3,50 | 2,25 | 0,25 | 411      |
| São Brás                   | 66,90 | 19,86 | 8,71  | 3,48 | 0,70 | 0,35 | 292      |
| Ribeira Grande             | 53,31 | 21,25 | 16,18 | 5,86 | 3,01 | 0,39 | 7 591    |

### Santa Cruz da Graciosa
| Candidato               | Candidato               | Votos | %               |
| ----------------------- | ----------------------- | ----- | --------------- |
|                         | Aníbal Cavaco Silva     | 1 109 | 64,51 / 100,00  |
|                         | Mário Soares            | 383   | 22,28 / 100,00  |
|                         | Manuel Alegre           | 161   | 9,37 / 100,00   |
|                         | Francisco Louçã         | 45    | 2,62 / 100,00   |
|                         | Jerónimo de Sousa       | 15    | 0,87 / 100,00   |
|                         | Garcia Pereira          | 8     | 0,35 / 100,00   |
| Votos Inválidos         | Votos Inválidos         | 28    | 1,60 / 100,00   |
| Total                   | Total                   | 1 747 | 100,00 / 100,00 |
| Eleitorado/Participação | Eleitorado/Participação | 3 856 | 45,31 / 100,00  |

| Freguesia              | %     | %     | %     | %    | %    | %    | Votantes |
| Freguesia              | ACS   | MS    | MA    | FL   | JDS  | GP   | Votantes |
| ---------------------- | ----- | ----- | ----- | ---- | ---- | ---- | -------- |
| Guadalupe              | 80,87 | 12,15 | 4,83  | 1,83 | 0,17 | 0,17 | 608      |
| Luz                    | 64,79 | 24,34 | 6,74  | 2,25 | 1,50 | 0,37 | 271      |
| Praia                  | 58,57 | 25,43 | 9,71  | 5,14 | 0,86 | 0,29 | 356      |
| Santa Cruz da Graciosa | 48,90 | 31,14 | 15,97 | 2,00 | 1,40 | 0,60 | 512      |
| Santa Cruz da Graciosa | 64,51 | 22,28 | 9,37  | 2,62 | 0,87 | 0,35 | 1 747    |

### Santa Cruz das Flores
| Candidato               | Candidato               | Votos | %               |
| ----------------------- | ----------------------- | ----- | --------------- |
|                         | Aníbal Cavaco Silva     | 435   | 53,37 / 100,00  |
|                         | Manuel Alegre           | 174   | 21,35 / 100,00  |
|                         | Mário Soares            | 124   | 15,21 / 100,00  |
|                         | Jerónimo de Sousa       | 44    | 5,40 / 100,00   |
|                         | Francisco Louçã         | 36    | 4,42 / 100,00   |
|                         | Garcia Pereira          | 2     | 0,25 / 100,00   |
| Votos Inválidos         | Votos Inválidos         | 16    | 1,92 / 100,00   |
| Total                   | Total                   | 831   | 100,00 / 100,00 |
| Eleitorado/Participação | Eleitorado/Participação | 1 998 | 41,59 / 100,00  |

| Freguesia             | %     | %     | %     | %     | %    | %    | Votantes |
| Freguesia             | ACS   | MS    | MA    | JDS   | FL   | GP   | Votantes |
| --------------------- | ----- | ----- | ----- | ----- | ---- | ---- | -------- |
| Caveira               | 50,00 | 9,52  | 16,67 | 16,67 | 7,14 | 0    | 42       |
| Cedros                | 35,56 | 13,33 | 31,11 | 13,33 | 6,67 | 0    | 47       |
| Ponta Delgada         | 76,10 | 11,32 | 6,92  | 3,77  | 1,89 | 0    | 161      |
| Santa Cruz das Flores | 48,68 | 16,87 | 24,96 | 4,39  | 4,75 | 0,35 | 581      |
| Santa Cruz das Flores | 53,37 | 21,35 | 15,21 | 5,40  | 4,42 | 0,25 | 831      |

### São Roque do Pico
| Candidato               | Candidato               | Votos | %               |
| ----------------------- | ----------------------- | ----- | --------------- |
|                         | Aníbal Cavaco Silva     | 738   | 51,64 / 100,00  |
|                         | Mário Soares            | 307   | 21,48 / 100,00  |
|                         | Manuel Alegre           | 276   | 19,31 / 100,00  |
|                         | Francisco Louçã         | 71    | 4,97 / 100,00   |
|                         | Jerónimo de Sousa       | 31    | 2,17 / 100,00   |
|                         | Garcia Pereira          | 6     | 0,42 / 100,00   |
| Votos Inválidos         | Votos Inválidos         | 25    | 1,72 / 100,00   |
| Total                   | Total                   | 1 454 | 100,00 / 100,00 |
| Eleitorado/Participação | Eleitorado/Participação | 2 899 | 50,16 / 100,00  |

| Freguesia         | %     | %     | %     | %    | %    | %    | Votantes |
| Freguesia         | ACS   | MS    | MA    | FL   | JDS  | GP   | Votantes |
| ----------------- | ----- | ----- | ----- | ---- | ---- | ---- | -------- |
| Prainha           | 51,20 | 25,60 | 16,80 | 4,80 | 1,20 | 0,40 | 254      |
| Santa Luzia       | 52,00 | 29,71 | 12,00 | 2,86 | 2,29 | 1,14 | 179      |
| Santo Amaro       | 52,63 | 20,00 | 20,53 | 6,32 | 0,53 | 0    | 197      |
| Santo António     | 45,20 | 20,28 | 24,20 | 5,34 | 4,63 | 0,36 | 286      |
| São Roque do Pico | 54,78 | 18,01 | 19,89 | 5,07 | 1,88 | 0,38 | 538      |
| São Roque do Pico | 51,64 | 21,48 | 19,31 | 4,97 | 2,17 | 0,42 | 1 454    |

### Velas
| Candidato               | Candidato               | Votos | %               |
| ----------------------- | ----------------------- | ----- | --------------- |
|                         | Aníbal Cavaco Silva     | 1 614 | 70,05 / 100,00  |
|                         | Mário Soares            | 315   | 13,67 / 100,00  |
|                         | Manuel Alegre           | 255   | 11,07 / 100,00  |
|                         | Francisco Louçã         | 76    | 3,30 / 100,00   |
|                         | Jerónimo de Sousa       | 38    | 1,65 / 100,00   |
|                         | Garcia Pereira          | 6     | 0,26 / 100,00   |
| Votos Inválidos         | Votos Inválidos         | 30    | 1,29 / 100,00   |
| Total                   | Total                   | 2 334 | 100,00 / 100,00 |
| Eleitorado/Participação | Eleitorado/Participação | 4 600 | 50,74 / 100,00  |

| Freguesia    | %     | %     | %     | %    | %    | %    | Votantes |
| Freguesia    | ACS   | MS    | MA    | FL   | JDS  | GP   | Votantes |
| ------------ | ----- | ----- | ----- | ---- | ---- | ---- | -------- |
| Manadas      | 78,51 | 13,60 | 5,70  | 2,19 | 0    | 0    | 229      |
| Norte Grande | 81,68 | 7,21  | 7,81  | 1,80 | 0,60 | 0,90 | 334      |
| Rosais       | 72,67 | 15,02 | 8,71  | 2,70 | 0,90 | 0    | 344      |
| Santo Amaro  | 70,36 | 15,57 | 8,98  | 2,10 | 2,99 | 0    | 339      |
| Urzelina     | 71,26 | 10,92 | 7,47  | 5,75 | 3,74 | 0,86 | 351      |
| Velas        | 60,16 | 16,48 | 17,99 | 3,98 | 1,24 | 0,14 | 737      |
| Velas        | 70,05 | 13,67 | 11,07 | 3,30 | 1,65 | 0,26 | 2 334    |

### Vila da Praia da Vitória
| Candidato               | Candidato               | Votos  | %               |
| ----------------------- | ----------------------- | ------ | --------------- |
|                         | Aníbal Cavaco Silva     | 4 363  | 57,80 / 100,00  |
|                         | Mário Soares            | 1 690  | 22,39 / 100,00  |
|                         | Manuel Alegre           | 1 034  | 13,70 / 100,00  |
|                         | Francisco Louçã         | 324    | 4,29 / 100,00   |
|                         | Jerónimo de Sousa       | 116    | 1,54 / 100,00   |
|                         | Garcia Pereira          | 21     | 0,28 / 100,00   |
| Votos Inválidos         | Votos Inválidos         | 116    | 1,51 / 100,00   |
| Total                   | Total                   | 7 664  | 100,00 / 100,00 |
| Eleitorado/Participação | Eleitorado/Participação | 16 858 | 45,46 / 100,00  |

| Freguesia                     | %     | %     | %     | %    | %    | %    | Votantes |
| Freguesia                     | ACS   | MS    | MA    | FL   | JDS  | GP   | Votantes |
| ----------------------------- | ----- | ----- | ----- | ---- | ---- | ---- | -------- |
| Agualva                       | 56,18 | 29,53 | 9,89  | 3,43 | 0,69 | 0,27 | 739      |
| Biscoitos                     | 58,63 | 20,41 | 14,47 | 4,27 | 2,23 | 0    | 544      |
| Cabo da Praia                 | 69,60 | 9,60  | 15,20 | 3,60 | 1,20 | 0,80 | 254      |
| Fonte do Bastardo             | 66,05 | 17,51 | 11,67 | 1,86 | 2,65 | 0,27 | 382      |
| Fontinhas                     | 67,59 | 20,10 | 8,59  | 3,08 | 0,49 | 0,16 | 623      |
| Lajes                         | 56,82 | 22,40 | 12,95 | 5,12 | 2,40 | 0,31 | 1 317    |
| Porto Martins                 | 53,13 | 20,17 | 21,31 | 3,69 | 1,42 | 0,28 | 363      |
| Praia da Vitória (Santa Cruz) | 55,04 | 19,49 | 18,15 | 5,49 | 1,58 | 0,25 | 2 047    |
| Quatro Ribeiras               | 48,40 | 32,88 | 13,24 | 3,65 | 1,37 | 0,46 | 223      |
| São Brás                      | 57,44 | 27,67 | 10,47 | 3,26 | 0,93 | 0,23 | 437      |
| Vila Nova                     | 56,91 | 28,45 | 9,12  | 4,01 | 1,10 | 0,41 | 735      |
| Vila Praia da Vitória         | 57,80 | 22,39 | 13,70 | 4,29 | 1,54 | 0,28 | 7 664    |

### Vila do Porto
| Candidato               | Candidato               | Votos | %               |
| ----------------------- | ----------------------- | ----- | --------------- |
|                         | Aníbal Cavaco Silva     | 735   | 46,34 / 100,00  |
|                         | Manuel Alegre           | 376   | 23,71 / 100,00  |
|                         | Mário Soares            | 328   | 20,68 / 100,00  |
|                         | Francisco Louçã         | 95    | 5,99 / 100,00   |
|                         | Jerónimo de Sousa       | 47    | 2,96 / 100,00   |
|                         | Garcia Pereira          | 5     | 0,32 / 100,00   |
| Votos Inválidos         | Votos Inválidos         | 33    | 2,03 / 100,00   |
| Total                   | Total                   | 1 619 | 100,00 / 100,00 |
| Eleitorado/Participação | Eleitorado/Participação | 4 525 | 35,78 / 100,00  |

| Freguesia      | %     | %     | %     | %    | %    | %    | Votantes |
| Freguesia      | ACS   | MA    | MS    | FL   | JDS  | GP   | Votantes |
| -------------- | ----- | ----- | ----- | ---- | ---- | ---- | -------- |
| Almagreira     | 58,20 | 12,30 | 19,67 | 5,74 | 4,10 | 0    | 124      |
| Santa Bárbara  | 67,68 | 15,24 | 9,15  | 5,49 | 1,83 | 0,61 | 169      |
| Santo Espírito | 47,78 | 22,22 | 19,44 | 7,22 | 2,78 | 0,56 | 183      |
| São Pedro      | 39,27 | 26,65 | 21,47 | 7,33 | 5,76 | 0,52 | 198      |
| Vila do Porto  | 42,20 | 27,99 | 21,53 | 5,60 | 2,48 | 0,22 | 945      |
| Vila do Porto  | 46,34 | 23,71 | 20,68 | 5,99 | 2,96 | 0,32 | 1 619    |

### Vila Franca do Campo
| Candidato               | Candidato               | Votos | %               |
| ----------------------- | ----------------------- | ----- | --------------- |
|                         | Aníbal Cavaco Silva     | 2 091 | 59,32 / 100,00  |
|                         | Mário Soares            | 688   | 19,52 / 100,00  |
|                         | Manuel Alegre           | 487   | 13,82 / 100,00  |
|                         | Francisco Louçã         | 176   | 4,99 / 100,00   |
|                         | Jerónimo de Sousa       | 72    | 2,04 / 100,00   |
|                         | Garcia Pereira          | 11    | 0,31 / 100,00   |
| Votos Inválidos         | Votos Inválidos         | 55    | 1,53 / 100,00   |
| Total                   | Total                   | 3 580 | 100,00 / 100,00 |
| Eleitorado/Participação | Eleitorado/Participação | 8 628 | 41,49 / 100,00  |

| Freguesia                         | %     | %     | %     | %    | %    | %    | Votantes |
| Freguesia                         | ACS   | MS    | MA    | FL   | JDS  | GP   | Votantes |
| --------------------------------- | ----- | ----- | ----- | ---- | ---- | ---- | -------- |
| Água de Alto                      | 55,25 | 20,65 | 15,58 | 5,62 | 2,90 | 0    | 559      |
| Ponta Garça                       | 70,34 | 12,91 | 8,82  | 5,56 | 1,88 | 0,49 | 1 241    |
| Ribeira das Tainhas               | 36,29 | 43,71 | 14,29 | 3,14 | 2,00 | 0,57 | 357      |
| Ribeira Seca                      | 59,02 | 23,77 | 11,48 | 3,28 | 2,05 | 0,41 | 246      |
| Vila Franca do Campo (São Miguel) | 57,77 | 17,72 | 17,72 | 4,85 | 1,70 | 0,24 | 840      |
| Vila Franca do Campo (São Pedro)  | 53,78 | 17,82 | 20,85 | 5,44 | 2,11 | 0    | 337      |
| Vila Franca do Campo              | 59,32 | 19,52 | 13,82 | 4,99 | 2,04 | 0,31 | 3 580    |